# Narva (rivier)
De Narva (Estisch: Narva jõgi; Russisch: Нарва) is een rivier in Noordoost-Europa, die de verbinding vormt tussen het Peipusmeer en de Finse Golf en tevens het noordelijkste traject van de grens tussen Estland en Rusland. De rivier meet 75 kilometer en is de waterrijkste van Estland. Op de linkeroever ligt de gelijknamige stad.
De Narva vormt de enige afvoer van het Peipusmeer. Ze verlaat dit meer in het noordoosten, bij het plaatsje Vasknarva, waar zich een middeleeuwse burchtruïne bevindt.
Even ten zuiden van de stad Narva bevond zich tot 1955 een waterval, maar in dat jaar werd hier een stuwdam voltooid, waardoor deze ooit beroemde 200 meter brede waterval nog maar zelden te zien is. Het Stuwmeer van Narva, dat grotendeels op Russisch grondgebied ligt, wordt gebruikt voor de energievoorziening van Sint-Petersburg. In dit stuwmeer mondt ook de Pljoessa uit, de voornaamste zijrivier van de Narva.
De stad Narva vormt samen met het Russische Ivangorod op de rechteroever een dubbelstad, waar aan weerszijden historische fortificaties staan. Hier bevinden zich weg- en een spoorbrug over de rivier.
De Narva mondt bij het kuurbadplaatsje Narva-Jõesuu (de naam verwijst naar de monding) uit in de Finse Golf. Narva-Jõesuu was in de negentiende eeuw een geliefd reisdoel van de Petersburgse elite.